# Hütte Åminne

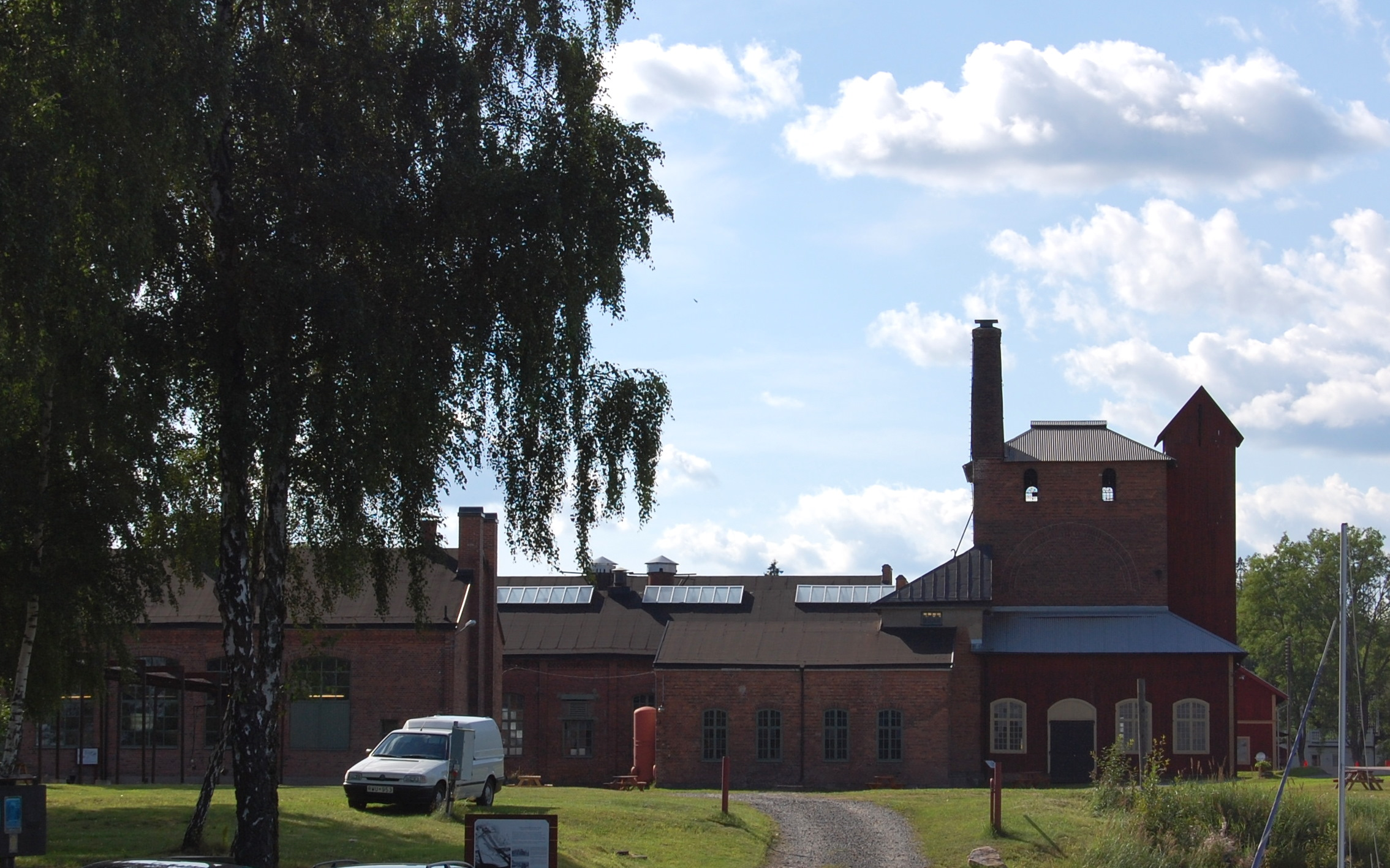
Hütte Åminne, Blick vom Vidöstern

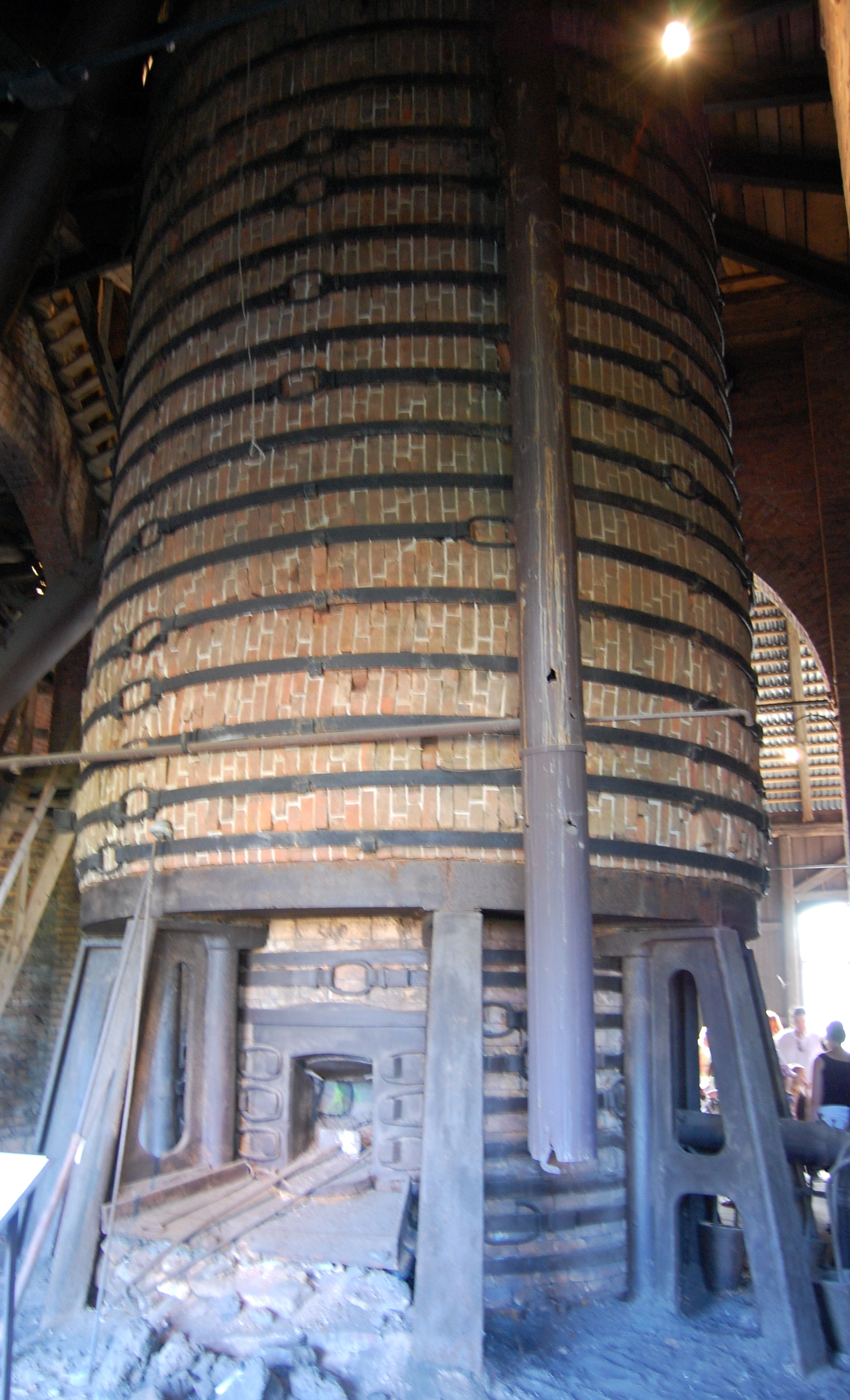
Hochofen

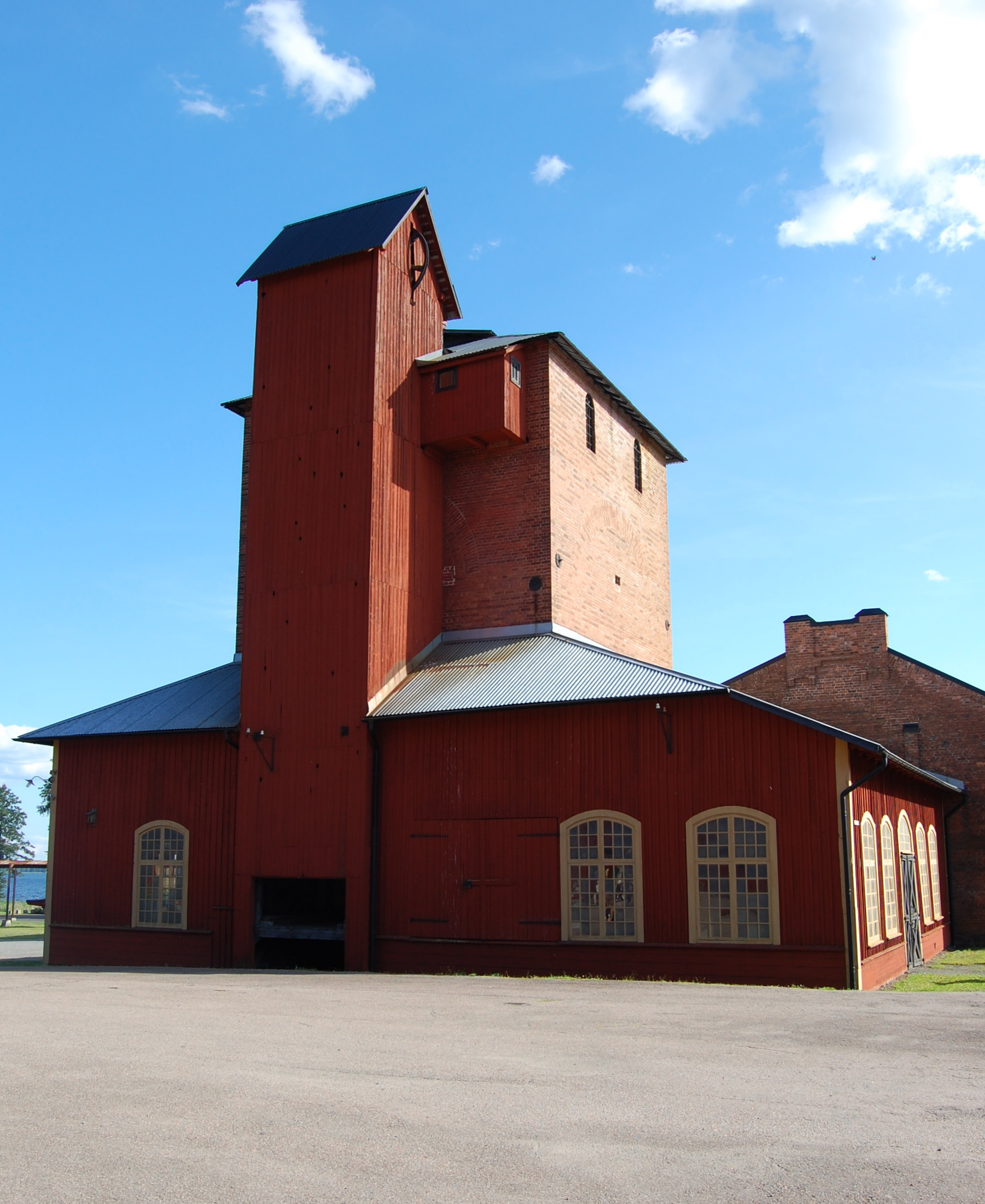
Gebäude der Hütte

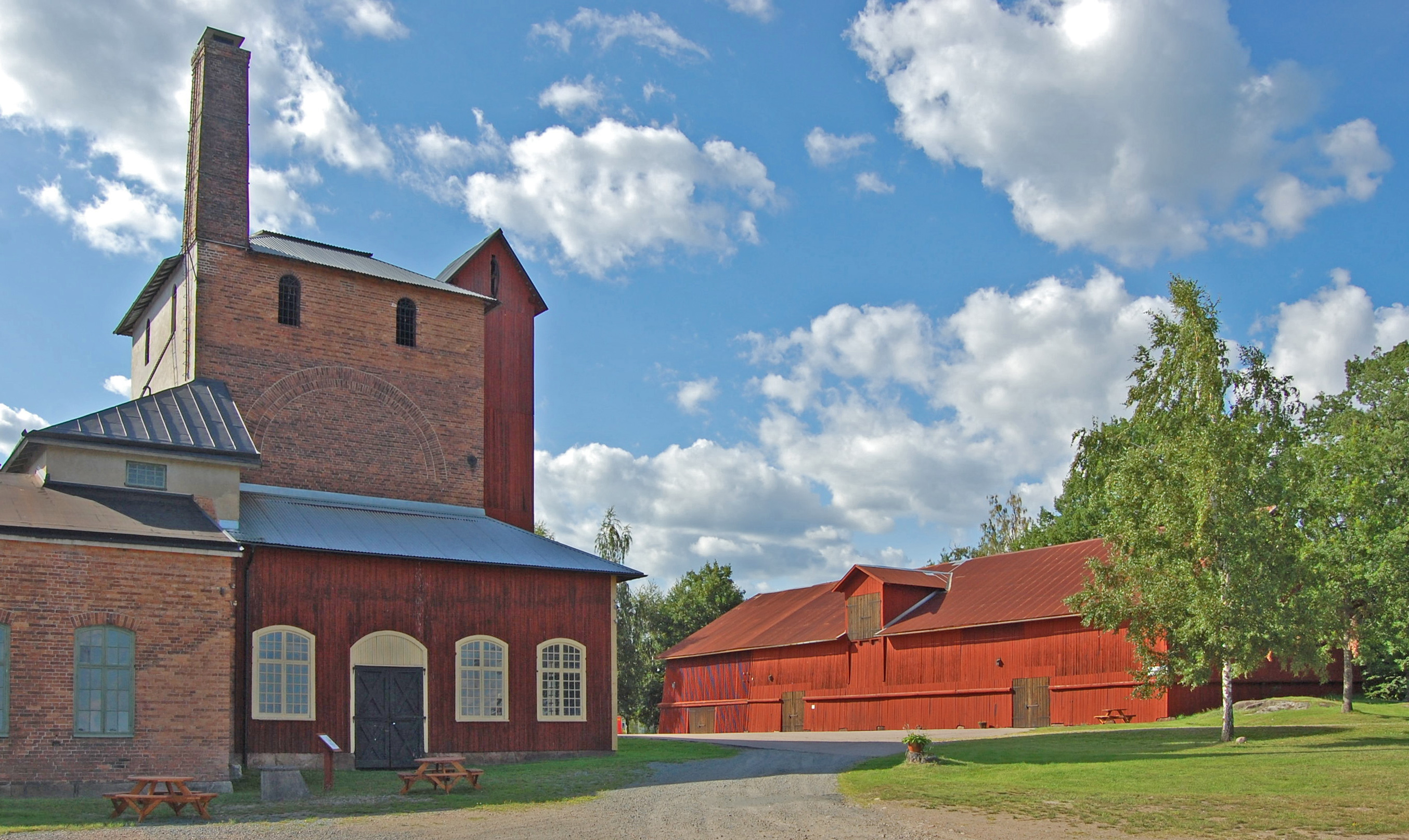
Gebäudekomplex in der Hütte

Die Hütte Åminne (schwedisch: Åminne bruk) ist eine ehemalige Eisenhütte in Åminne in der schwedischen Gemeinde Värnamo.
Die am Westufer des Sees Vidöstern gelegene Hütte wird heute in großen Teilen als Hüttenmuseum Åminne (schwedisch: Åminne Bruksmuseum) geführt. Das Museum bietet Einblicke in die Förderung von Seeeisenerz und die Gewinnung von Eisen.

## Geschichte

### Erster Standort bei Kärda
1826 ließ Carl Danckwardt in Kärda eine Eisenhütte unter dem Namen Åminne bruk registrieren. Er hatte 1810 als Justizbeamter die Güter Bestorp und Källunda in Kärda erworben. Die Hütte verfügte über einen Hochofen aber auch Eisenhämmer, eine Gießerei und Werkstatt. Sie befand sich am See Källundasjön und nutzte die Höhendifferenz zum Bestorpsjön zur Nutzung der Wasserkraft. Dieser Standort befand sich weiter westlich des jetzigen Standorts der Hütte und wird heute als Gamla Åminne bezeichnet. In dieser ersten Hütte wurden Töpfe, Pflüge, Herde, Pferdegöpel und Dreschwerke hergestellt. Als Rohstoffe dienten See- und Sumpfeisenerz. Danckwardts Tochter heiratete in den 1850er Jahren Baron Adolf Lilliecreutz der seitdem die Hütte betrieb.

### Hütte in Åminne
Die Lage der Hütte erwies sich als zu abgelegen, so dass sich die Transportwege schwierig gestalteten. 1899 verlegte man daher den Hochofen an seinen heutigen Standort an das Ufer des Vidöstern. Die neuerrichtete Eisenbahnlinie zwischen Småland und Schonen verlief unmittelbar am neuen Hüttengelände vorbei, was die Transporte stark vereinfachte. Die Aufnahme der Produktion am neuen Standort erfolgte am 28. Juni 1900.
Am Hochofen selbst waren zunächst acht Arbeitskräfte beschäftigt, später sank diese Zahl. Es bestand eine Dampfmaschine mit 25 PS Leistung. Sie wurde mit Gas aus dem Hochofen beheizt und betrieb ein Gebläse für den Hochofen. Kohle und Erz wurden oben in den Hochofen eingefüllt und mittels eines Aufzugs nach oben befördert. Der Aufzug wurde durch eine weitere, 10 PS starke Dampfmaschine angetrieben. Der Kohlenkorb fasste 1000 bis 1200 Liter. Für eine Befüllung des Hochofens wurden neben etwa 1100 Liter Kohle, 450 Kilogramm Erz und etwa 25 bis 40 Kilogramm Kalkstein in Lagen in den Ofen eingebracht. Die Kohlen wurden aus Kohlenmeilern der Umgebung beschafft. Der verwendete Kalkstein stammte aus Öland. Am Rauchkanal des Hochofens befanden sich drei Gasanschlüsse. Zwei gingen ab zur Beheizung der Dampfmaschine, der Dritte zu einem Winderhitzer, mit welchem der Ofen selbst mit vorgewärmter Heißluft versorgt wurde.
Bei einer Entnahme entstanden etwa 1500 bis 2000 Kilogramm Eisen und ungefähr 500 Kilogramm Schlacke. Das gewonnene Eisen wurde mittels Sandformen zu Eisenbarren, sogenannten Masseln geformt. Die Schlacke wurde zum Abladeplatz am See geschafft.
1904 betrug der Tageslohn der beschäftigten Arbeiter zwischen 1 und 2,75 Kronen, die Arbeitszeit 12 Stunden täglich. Die alte Hütte brannte dann 1907 nieder, woraufhin man auch die weiteren Werkseinrichtungen nach Åminne verlegte. Gießerei und Werkstatt wurden dort 1908 fertiggestellt.
Das zur Produktion benötigte Eisenerz gewann man vom Boden des Sees Vidöstern. Der Eisengehalt des Erzes schwankte zwischen 12 und 46 %. Die Arbeiter gingen im Winter auf den zugefrorenen See und sägten Löcher mit einem Durchmesser von 1,50 bis 2 Meter Durchmesser in das Eis. Mit speziellen Werkzeugen wurde dann das Erz vom Seeboden abgekratzt, zusammengeharkt, nach oben gefördert und dann gesiebt. Zum Teil wurde auch von Flößen aus Erz gefördert. Ein Arbeiter förderte so täglich 500 bis 1500 Kilogramm Erz. Auf diese Weise wurde allerdings im Jahr lediglich Eisenerz in einem Umfang gefördert, der für einen dreimonatigen Betrieb des Hochofens genügte.
1909 und 1919 wurden Bagger angeschafft, die mittels dreißig Schaufeln das Erz aus einer Tiefe von zwei bis sieben Meter förderten, um so der niedrigen Auslastungsquote zu begegnen. Anfänglich arbeiteten auf jedem Bagger fünf Personen, nach Rationalisierungen in den 1920er Jahren waren nur noch jeweils zwei Arbeiter auf einem Bagger tätig. Das Erz wurde mithilfe von Lastkähnen vom Bagger zur Hütte gebracht, die jeweils 25 Tonnen fassen konnten. Das Bugsieren übernahm das von der Hütte angeschaffte Dampfboot Anna, dessen Besatzung aus zwei Personen bestand. Vom Kai zur Fläche vor dem Hochofen wurde das Erz dann mittels einer Hängebahn transportiert. Die Erzgewinnung wurde so auf bis zu 3000 Tonnen jährlich gesteigert. Die Betriebsdauer des Hochofens betrug nun 150 Tage im Jahr, wobei 1150 Tonnen Roheisen produziert wurden.

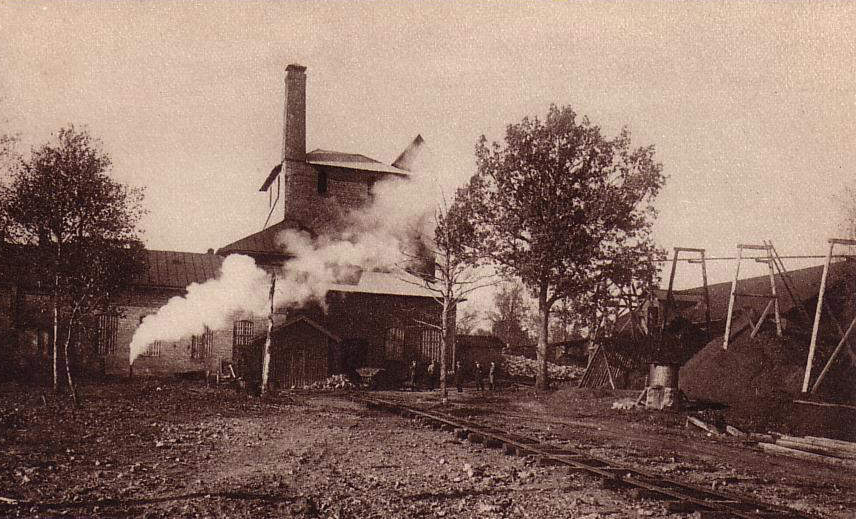
Hütte Åminne in den 1920er Jahren mit der Hängebahn zwischen Seeufer und Hochofen

1910 wurde Åminne bruk als Aktiengesellschaft eingetragen. Die Mehrheit hielt aber weiterhin die Familie Lilliecreutz. Eine schlechte Konjunktur und finanzielle Probleme führte im Jahr 1921 zur Insolvenz. 1922 sank einer der Bagger, da man vergessen hatte eine Luke zu schließen, er konnte allerdings wieder geborgen werden. Nach dreijährigem Stillstand wurde die Hütte durch die Südschwedische Bank und Konsul Thomé übernommen. Zunächst wurde die Erzgewinnung fortgeführt, 1924 gingen auch Hochofen und Gießerei wieder in Betrieb. Der Stundenlohn eines Transportarbeiters des Werks betrug 1926 etwa 70 Öre. Während eines Sturms sank 1932 der zweite Bagger, er wurde nicht gehoben.
1934 übernahm Thomé die Anlage allein und stellte noch im gleichen Jahr die Roheisenproduktion ein. Seitdem ist der Hochofen außer Betrieb. Die Hütte war die letzte Eisenproduktion in Schweden die auf der Basis von Seeerz produzierte, wobei die Erzgewinnung aber erst im Jahr 1942 endgültig eingestellt wurde.
Die Hütte wurde dann 1937 von der Waffenfabrik Husqvarna übernommen. Auch diese machte jedoch von dem miterworbenen Recht der Seeerzgewinnung in den umliegenden Seen keinen Gebrauch mehr. 1964 erfolgte ein Verkauf an Arne Gramler. Bekannt ist aus dieser Zeit der 1969 erfolgte Auftrag zum Gießen der Turmspitzen der Riddarholmskirche in Stockholm. Trotz qualitativ guter Arbeiten, musste das Unternehmen 1971 Konkurs anmelden.
Es erfolgte wiederum eine Übernahme, diesmal durch die David Jarl AG. Als Gießerei richtete man sich stark auf die Zulieferung für die Maschinenbauindustrie aus. 1992 wurde jedoch die Produktion der Åminne bruk endgültig eingestellt.
Das Gelände der traditionsreichen Hütte wurde dann von der dem Rechtsanwalt Magnus Möller gehörenden Bruksgarden AG erworben. Neben den Räumlichkeiten der Kanzlei ließ sich auch wieder ein im Bereich der Gießereitechnik tätiger Betrieb nieder. Große Teile des Geländes wurden jedoch dem Förderverein Föreningen Åminne Bruksmuseum zur Nutzung überlassen. Der Verein bemüht sich um Erhalt und Renovierung der Gebäude und Anlagen und ist bemüht ein Kulturzentrum einzurichten.